# Nasso e Piccole Cicladi
Nasso e Piccole Cicladi ( greco Νάξος και Μικρές Κυκλάδες?, Naxos kai Mikres Kyklades) è un comune della Grecia nella periferia dell'Egeo Meridionale (unità periferica di Nasso) con 19.074 abitanti al censimento 2001.
Il territorio comunale comprende l'isola di Nasso (sede amministrativa) più le isole Donoussa, Heraklia, Koufonisia, Schoinoussa oltre a numerosi isolotti disabitati.

## Monumenti e luoghi d'interesse

### Architetture religiose
- Chiesa di San Giorgio Diasoritis